# 錫利采 (特諾皮爾州)

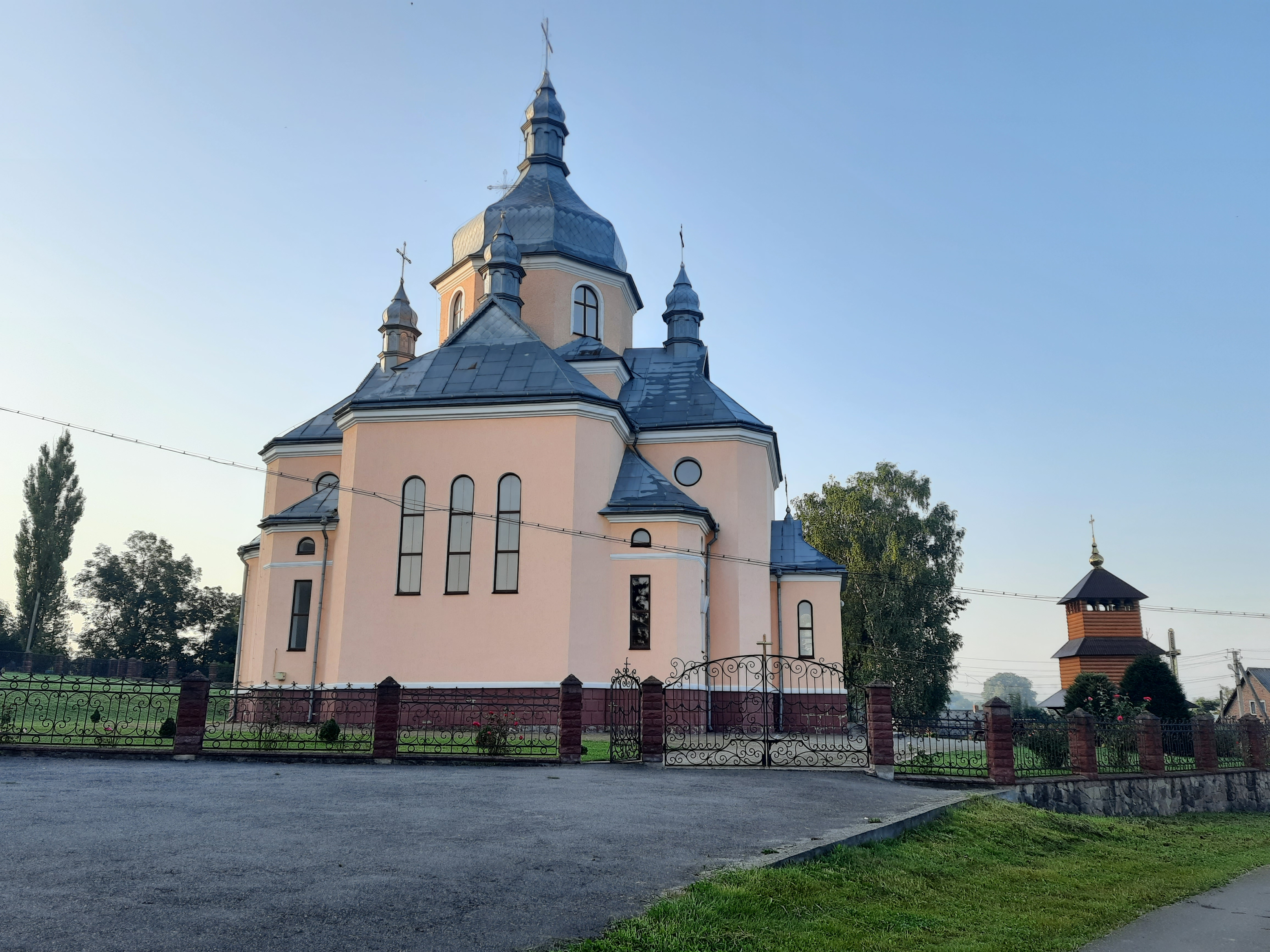
教堂

錫利采（羅馬化：Siltse）是烏克蘭西部特諾皮爾州特諾皮爾區皮德海齊市鎮的村莊，始建於1460年，面積17.7平方公里，海拔高度332米，2001年人口1,207，人口密度每平方公里67.5人。